# 松炭

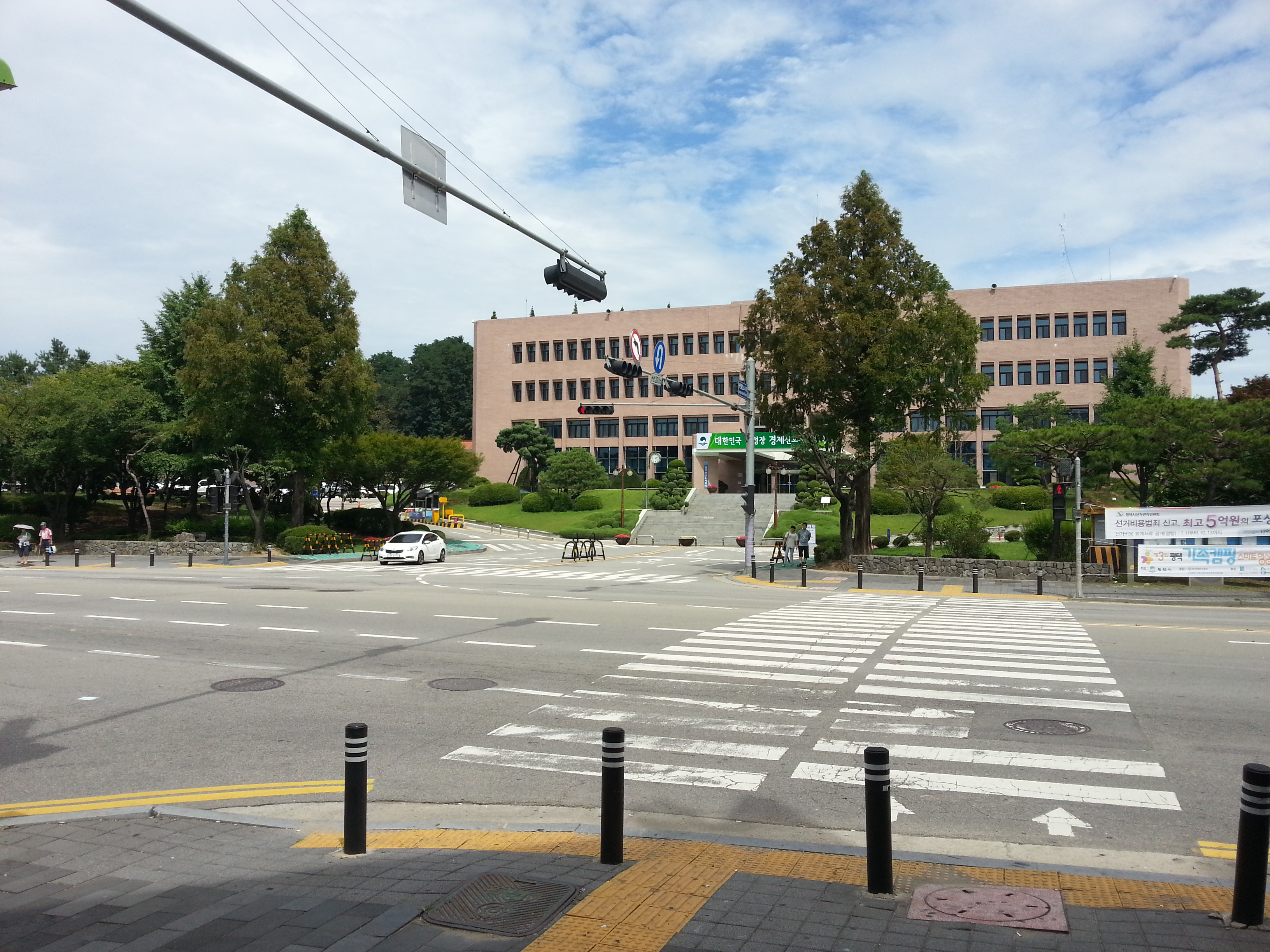
平沢市庁松炭出張所

松炭（ソンタン、朝鮮語: 송탄）は、京畿道平沢市の北東部を指す地名。 1914年に振威郡の一炭面（イルタンミョン、일탄면）、松長面（ソンジャンミョン、송장면）、餘方面（ヨバンミョン、여방면）などが統合されて松炭面（ソンタンミョン、송탄면）となり、松炭という地名が初めて付けられた。 一説には、「松荘」（ソンジャン）、「炭峴」（タンヒョン）という地名から合成されたともいう。
朝鮮戦争中の1952年、米軍の飛行場である烏山空軍基地が設けられ、軍事基地の周辺に商業・歓楽地域であるいわゆる基地村が形成され、議政府市、東豆川市、倭館邑とともに、軍事都市が急激に成長した代表例となった。 1963年に松炭邑、1981年には松炭市と順調に昇格したが、1995年に全国的な市郡統合の中で平沢市の一部となり、同時に従来の松炭市や周辺の面を管轄する平沢市庁松炭出張所が設置され、現在に至っている。
かつての松炭の中心地の住居表示は、平沢市新場洞（シンジャンドン、신장동）となっており、米軍基地の正門付近には1998年に竣工した新場ショッピングモールがある。一帯は、ハンバーガー店など、米兵相手の商売に由来する店も多く見かけられる、純然たる韓国の地方都市とは異なる異国情緒があり、ソウル特別市の梨泰院になぞらえて「リトル梨泰院」とも称され、平沢市松炭観光特区（평택시 송탄 관광특구）が設定されて、観光地としての整備が進められている。

## 歴史

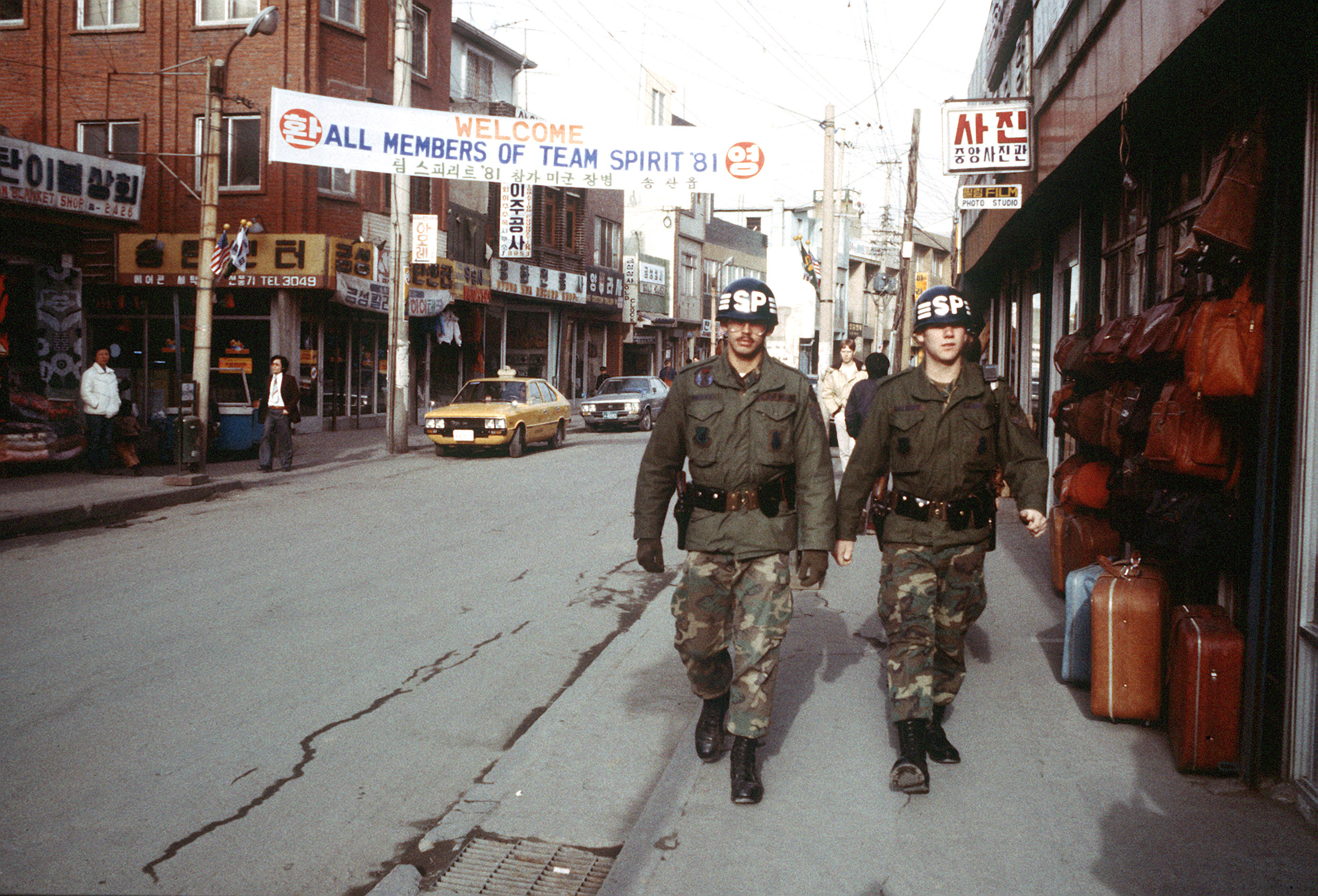
松炭邑の街頭。1981年3月1日、撮影。

- 1914年4月1日：京畿道振威郡の一炭面、松長面、餘方面などが統合され、振威郡松炭面となった[4]。

| 朝鮮総督府令 第111号 |                                      |
| 旧行政区域           | 新行政区域                           |
| 振威郡一炭面         | 松炭面独谷里、新場里                 |
| 振威郡松長面         | 松炭面佳才里、長安里、二忠里、芝山里 |
| 振威郡餘方面         | 松炭面茅谷里、七槐里、七院里、道日里 |
| 振威郡所古尼面       | 松炭面西井里、獐堂里                 |
- 1938年10月1日：振威郡が平沢郡へと改称[5]。
- 1963年1月1日：松炭面が松炭邑に昇格[6]。
- 1981年7月1日：松炭邑が松炭市に昇格して、平沢郡から分離[7]。
- 1995年5月10日：松炭市、平沢市、平沢郡が都農複合市である新たな平沢市に統合された[2]。
- 1996年4月19日：平沢市の東部洞（トンブドン、동부동）が松炭洞（ソンタンドン、송탄동）へと改称[8]。
- 1998年10月1日：平沢市の桃園洞（トウォンドン、도원동）を松炭洞へ統合[9]。

## 旧・松炭市
1981年7月1日、松炭邑が松炭市へ昇格した。
松炭市は、1994年に日本の自治体国際化協会を通して青森市に友好交流をもちかけ、同年11月18日に青森市との「教育・文化等の友好交流に関する協定」を締結した。この提携は、1995年5月10日に合併によって成立した平沢市にも継承され、合併後の8月28日に、平沢市と青森市の間で協定が改めて結ばれた。

### 人口
松炭市の年度別人口（外国人を除く「内国人」の人口）の推移。
| 年度   | 総人口   |
| ------ | -------- |
| 1985年 | 66,310人 |
| 1990年 | 77,357人 |

## ギャラリー

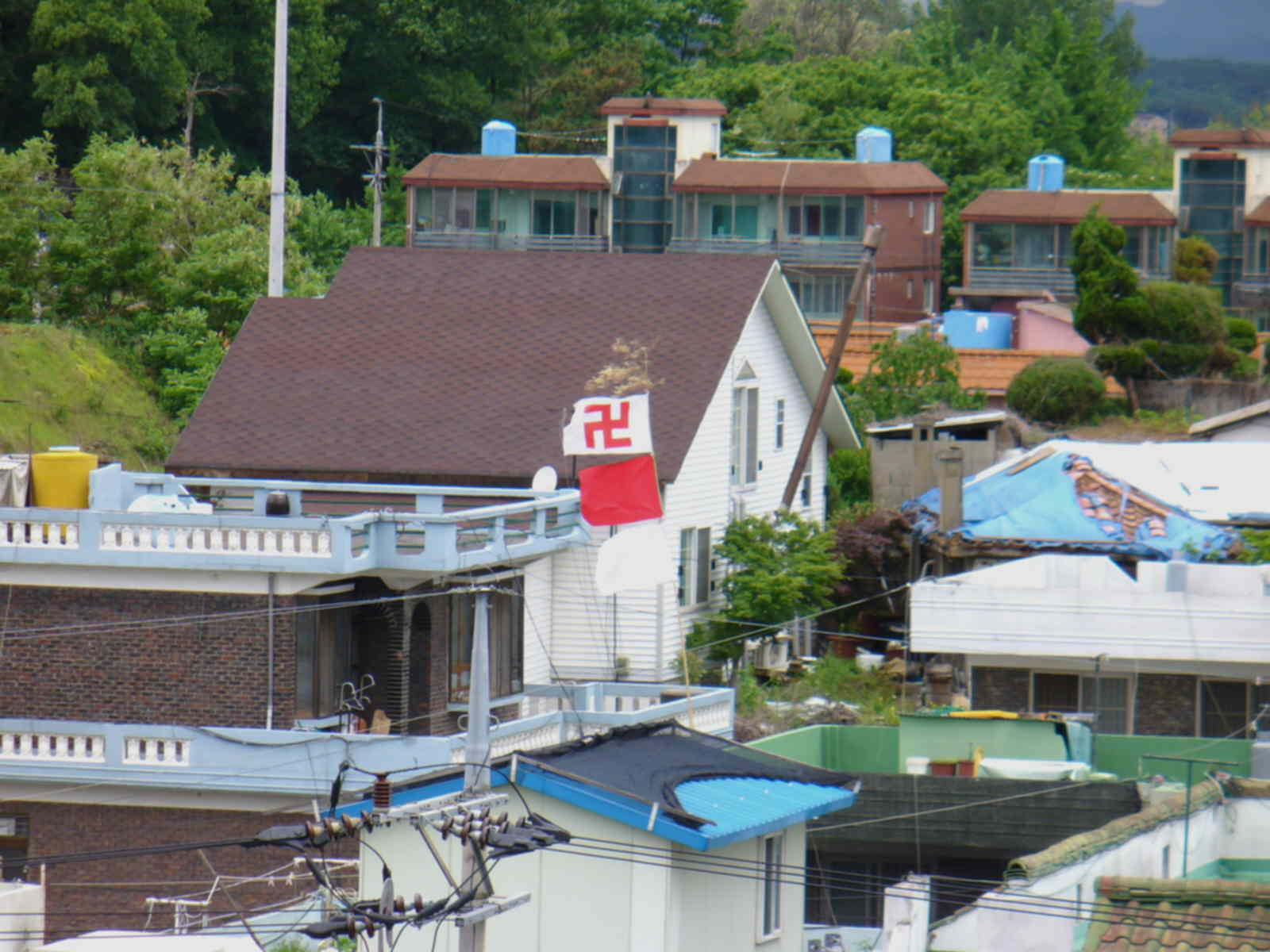
松炭の仏教施設。
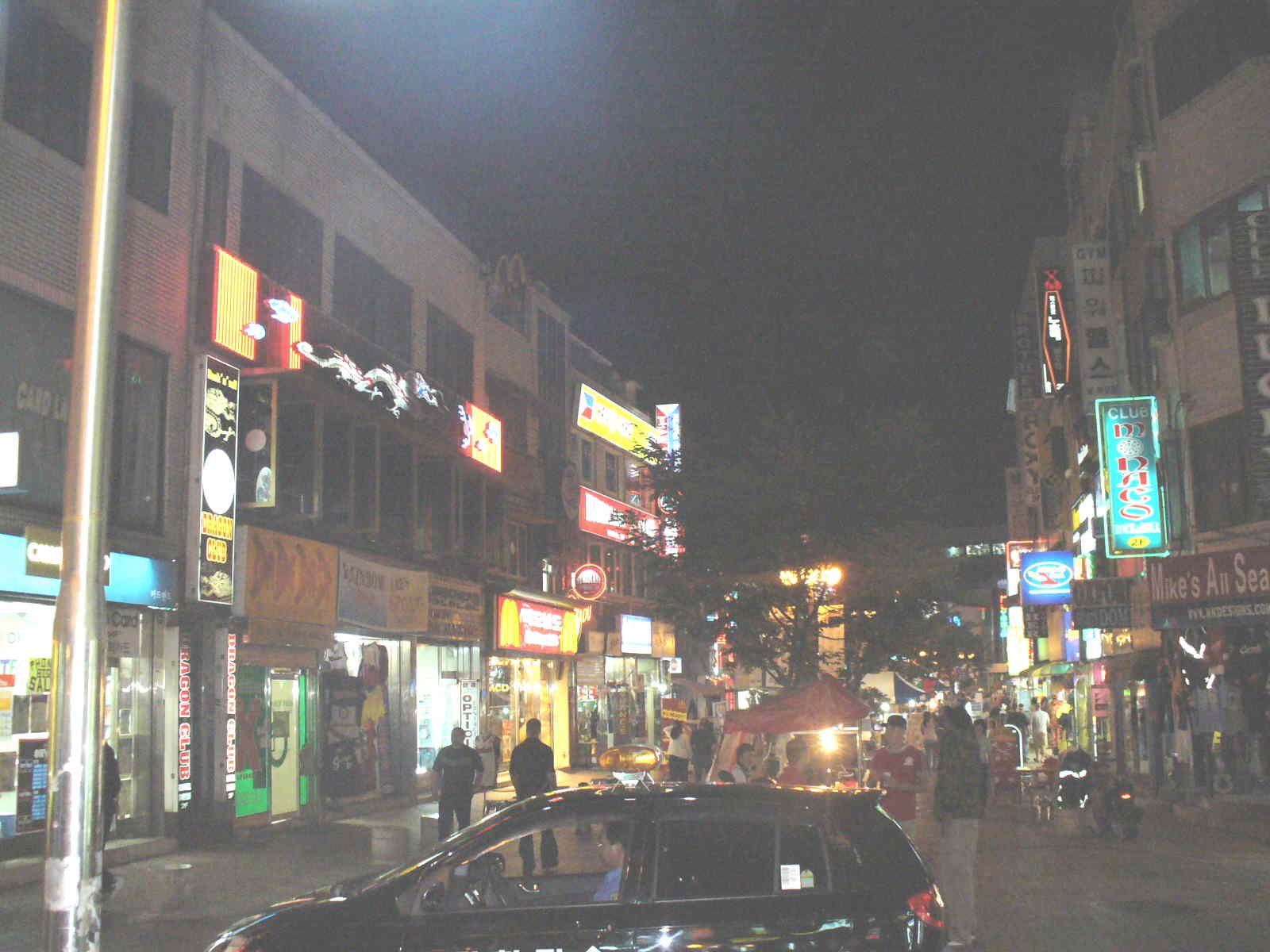
烏山空軍基地の「ゲート外 (Outside the gate) と称される一帯。
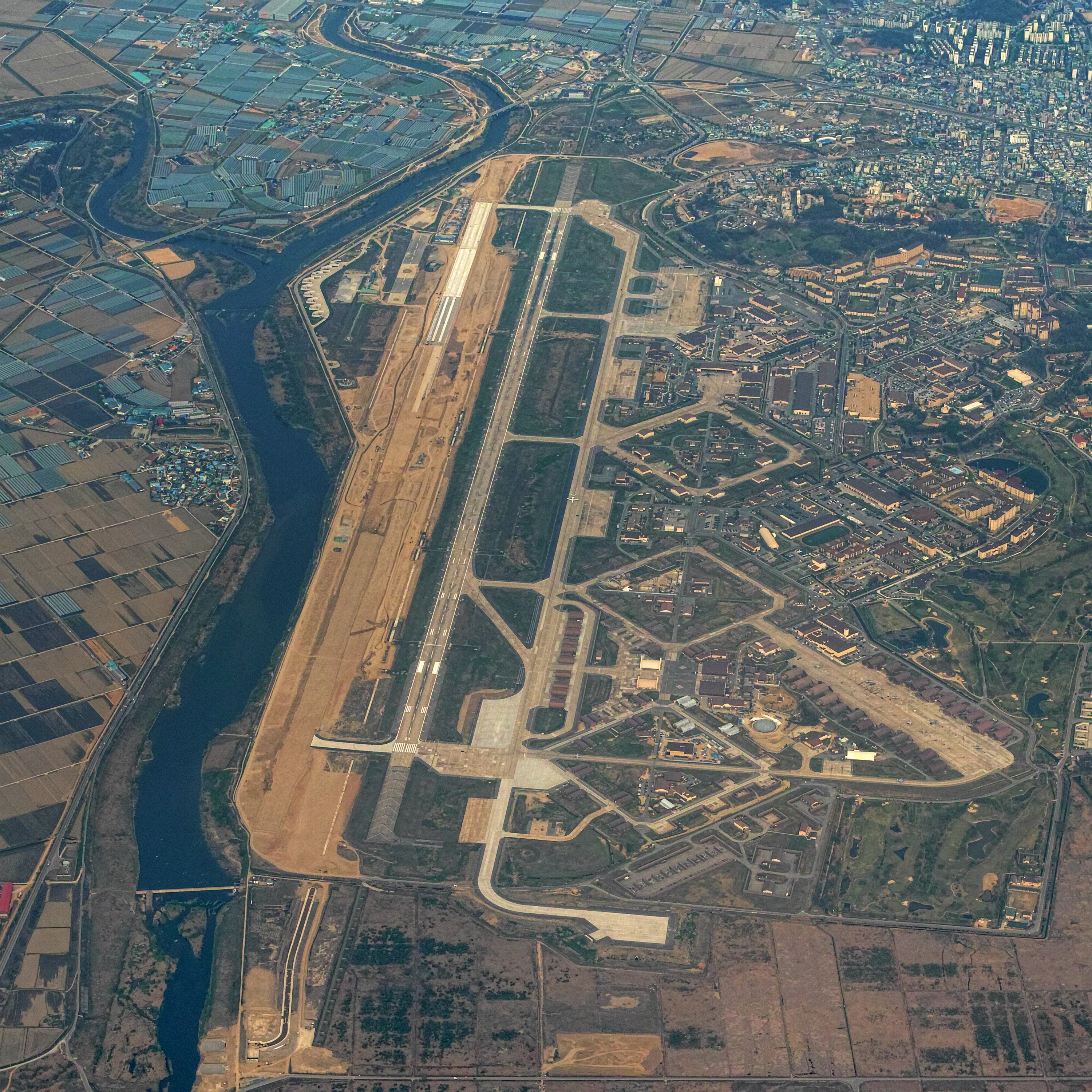
烏山空軍基地。

座標: 北緯37度05分 東経127度03分 / 北緯37.083度 東経127.050度